# 秘魯航空603號班機空難
秘鲁航空603號班機 是一班從迈阿密開往智利圣地亚哥的阿图罗·梅里诺·贝尼特斯准将国际機场的定期航班，在1996年10月2日坠毁在秘鲁利马的太平洋海面上，机上70人全数罹难。

## 事故
在1996年10月2日凌晨12:40分，603号班机起飞后5分钟，机组员发现他们的仪器不对劲，飞行管理电脑也发出各种紧急信号，譬如方向舵比率、超速、速度太低及飞行高度太低。机组员立刻进入紧急状态并要求返回机场。机组员认为机上的飞行仪器不可信赖，因为机组员不停的收到由飞行管理电脑发出矛盾的紧急信号，有些信号是对而有些则否。机组员相信他们在安全的海拔高度，所以他们决定小心的下降到可以降落到机场的高度。那时是半夜，飞机在水面之上，机组员看不到任何一个参考的物体可以用来确认他们实际的海拔高度，或者是帮助他们下降。此外，虽然机组员感受到飞机正在失速，并且飞机亦发出失速警告，但是他们不能够准确地知道飞机的飞行速度及垂直上升速度，加上他们已对机上的多个互相矛盾的警告不信任而置之不理（可是当时失速的警告却是正确的）。结果飞机的飞行高度正以极快的速度下降，但高度计却没有任何相对应的改变。虽然当时高度计指着9700英尺，但实际高度比这个更低。飞机大约在发出紧急信号的25分钟后，凌晨1:10分与塔台失去联系，1天后寻获了9具遗体和飞机残骸，证实603号班机已经坠毁，所有的61位乘客和9名机组人员都不幸罹难。
| 国籍     | 成员数 | 组员数 | 统计 |
| -------- | ------ | ------ | ---- |
| 智利     | 30     | 0      | 30   |
| 哥伦比亚 | 1      | 0      | 1    |
|          | 2      | 0      | 2    |
| 義大利   | 2      | 0      | 2    |
| 墨西哥   | 6      | 0      | 6    |
| 新西兰   | 1      | 0      | 1    |
| 秘魯     | 11     | 9      | 20   |
| 西班牙   | 1      | 0      | 1    |
| 英国     | 2      | 0      | 2    |
| 美国     | 4      | 0      | 4    |
| 委內瑞拉 | 1      | 0      | 1    |
| 总计     | 61     | 9      | 70   |

## 调查

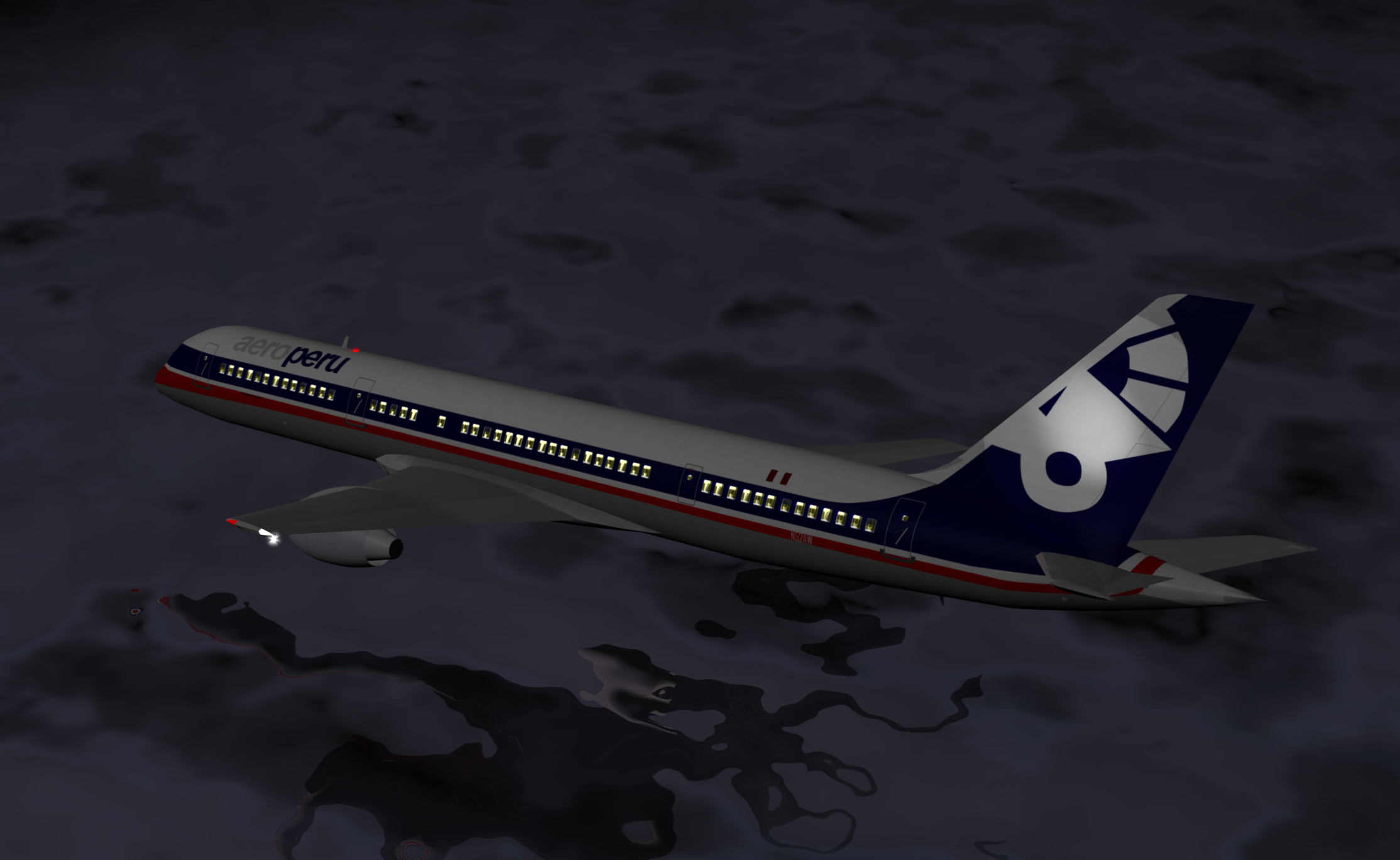
秘魯航空603號班機

秘鲁交通局的航空部门着手调查此案件。调查员之一Guido Fernández Lañas，正是本次失事班机的副驾驶David Fernández的叔叔。由于班机涉及美国制造，因此美国国家运输安全委员会（NTSB）也派Richard Rodriguez加入调查。
这是波音757于10个月内第三次发生空难（1995年12月20日，美国航空965号班机坠毁于哥伦比亚，全机仅4人生还；同年2月6日，伯根航空301号班机于多明尼加对出海域坠毁，全机189人罹难）。调查人员在听完黑匣子录音后，得知当时飞行管理电脑不断发出互相矛盾的警告，如发出飞机超速警告的同时，亦发出失速警告（理论上，这两种警告不会同时发出）。导致仪器发生错误的原因是感测飞行速度的皮托管，其静压孔出了问题。其后的调查揭示原因是当时地勤工人在进行飞机清洁之后，没有将黏贴在静压孔（位于飞机机身下前方）的护条除去，更甚者，当时亦没有任何主管等人负责监管飞机清洁过程，而机长在飞行前的检查亦没有发现此问题，于是，603号班机便在「仪器不能正常运作」的情况下起飞。
在机组员面对着飞机的一连串问题时，只能与塔台保持联络及接收来自塔台有关航班的高度。可是，塔台的雷达显示的信息都是来自603号班机的错误指示，因此，到最后603号班机的机员都对塔台的信息存疑。虽然603号班机一度要求利马机场方面安排飞机协助导航，可是在协助导航的飞机起飞前，603号班机已经坠毁了。

## 事发当日无线电通信记录
此通信记录来自事发当日秘鲁航空603班机黑盒子的原始记录以下纪录只显示重要对话。
- 00:42:12副机师：高度计有问题。（第一个出问题的仪器）

- 00:42:49机师：甚么事，没有爬升？

- 00:42:51副机师：正在爬升中，但是速度？（速度计显示不正常）

- 00:43:06副机师：方向舵比率。（方向舵比率警告，速度传感器出现异常）

- 00:44:28机师：我们宣布紧急状态！

- 00:44:31塔台：秘鲁航空603，继续。

- 00:44:32副机师：我们宣布紧急状态，没有基本仪器，没有高度计，没有速度计。

## 事故之后
秘鲁航空将原来的航班编号更改为691号。到了1999年，秘鲁航空因坠机事故、赔偿及竞争导致最终破产结业收场。
将皮托管贴住而没有移除的工人则被依过失致死罪判刑入狱。

## 相關紀錄片
- 空中浩劫第一季第五輯-「Flying Blind」

## 外部連結
- （英文） Final Report (unofficial English translation)( （页面存档备份，存于）) hosted at SKYbrary
- （西班牙文） Final report (original Spanish version) （页面存档备份，存于） by the Accident Investigation Board, Directorate General of Air Transport, 秘鲁交通局（英语：Ministry of Transportation and Communications (Peru)）
- "Clarín" - Argentinean newspaper investigation about AeroPeru 603  （页面存档备份，存于）
- AvWeb - AeroPeru 603 Cockpit Voice Recorder transcript (English) （页面存档备份，存于）
- AvWeb - AeroPeru 603 Alarms activity from the CVR （页面存档备份，存于）